# Guillaume Mouysset
Guillaume Mouysset est un homme politique français né le 3 juillet 1755 à Saint-Paul-le-Vieux (Lot-et-Garonne) et décédé le 12 octobre 1818 à Bagnères-de-Bigorre (Hautes-Pyrénées).
Juge au tribunal de district de Villeneuve-sur-Lot, il est député de Lot-et-Garonne de 1791 à 1792. Rallié au coup d'État du 18 Brumaire, il devient commissaire près le tribunal d'appel d'Agen en 1800, puis procureur général en 1811. Chevalier d'Empire en 1808, il est baron d'Empire en 1810. Il perd ses fonctions à la Restauration.

## Sources
- « Guillaume Mouysset », dans Adolphe Robert et Gaston Cougny, Dictionnaire des parlementaires français, Edgar Bourloton, 1889-1891 [détail de l’édition]